# A Seta e o Alvo
A Seta e o Alvo é uma canção composta por Nilo Romero e Paulinho Moska e gravado por  Paulinho Moska no seu álbum Contrasenso, de 1997.
De acordo com o ECAD (2020), a canção é a 2ª música mais tocada do artista nos segmentos de reprodução pública. A música faz parte da trilha-sonora da novela Zazá, da Rede Globo (tema da personagem Lavínia, interpretado por Vanessa Lóes).

## Videoclipe
O videoclipe da canção, que contou com as participações das atrizes Cláudia Abreu e Adriana Esteves, foi todo gravado em preto e branco, e foi editado pela Conspiração Filmes.
O videoclipe vem dentro do CD Contrasenso (uma novidade para a época), podendo ser acessado por leitores de CD-ROM.

## Prêmios e Indicações
| Ano  | Prêmio                 | Categoria                       | Profissional Indicado                 | Resultado | Ref.  |
| ---- | ---------------------- | ------------------------------- | ------------------------------------- | --------- | ----- |
| 1997 | MTV Video Music Brasil | Melhor Fotografia em Videoclipe | Diretor de fotografia: Breno Silveira | Indicado  | [ 7 ] |